# 172191 Ralphmcnutt
172191 Ralphmcnutt è un asteroide della fascia principale. Scoperto nel 2002, presenta un'orbita caratterizzata da un semiasse maggiore pari a 2,6370125 au e da un'eccentricità di 0,0556374, inclinata di 11,12831° rispetto all'eclittica.